# Summer in the City
"Summer In The City" é o primeiro single do grupo pop internacional Now United, a canção foi lançada em 5 de dezembro de 2017 através da XIX Entertainment. Summer In The City é uma regravação da música de 1992 "Sommaren i City" do grupo feminino sueco. A canção foi disponibilizada nas plataformas digitais em 23 de setembro de 2019. Conta com os vocais de Any, Lamar, Diarra, Sabina, Noah, Heyoon e Bailey.  

## Performance no deserto
No dia 5 de dezembro de 2017, o Now United lançou um videoclipe promocional para "Summer In The City", no Al Gore's 24 Hours of Reality, para conscientização da população mundial sobre o aquecimento global, tendo sido gravado em um deserto da Califórnia.

## Videoclipe
Em 14 de abril de 2018 o clipe final de "Summer In The City" foi lançado, gravado nos 14 países dos integrantes, mas tendo a filmagem principal no topo de um prédio em Los Angeles. Recentemente, o videoclipe da canção bateu 100 milhões de visualizações.

## Histórico de lançamento
| Região | Data                   | Formato                    | Gravadora | Ref.  |
| ------ | ---------------------- | -------------------------- | --------- | ----- |
| Mundo  | 23 de setembro de 2019 | download digital streaming | XIX       | [ 6 ] |